# Ренков Іван Степанович
Ренков Іван Степанович — радянський, український звукооператор. Нагороджений орденом Червоної Зірки та двома медалями.
Народ. 10 січня 1915 р. в м. Рильськ Курської обл. (Росія). Закінчив Інститут творчих працівників кіно (1935).
Учасник Німецько-радянської війни.
Працював асистентом звукооператора на «Мосфільмі» (1931—1933), звукооператором по дубляжу в Науково-дослідному кінофотоінституті (1933—1935), на Центральній студії документальних фільмів (1936—1938, Москва), звукооператором Української студії хронікально-документальних фільмів (1945—1971).
Оформив стрічки: «Місто імені Сталіна» (1936), «До подій в Іспанії» випуск 1, 3 (1936, 1937), «Колискова», «Москва — Волга», «На північному полюсі», «Свято молодості» (1937), «Серго Орджонікідзе» (1938), «Радянська Україна» (1947), «Україна відроджується», «Дніпрогес» (1948), «Квітуча Україна» (1950), «На ланах України», «Легендарний Севастополь», «Соната про художника», «Ми — спортсмени-парашутисти», «Люди над хмарами», «Планеристи», «Керманичі», «Свято на Тарасовій землі», «Золотий м'яч», «Іду до тебе, Іспанія!», «Наш друг Фідель Кастро», «Приречене чудовисько», «Земля Донецька» (1961), «Пояснення у коханні» (1966) та багато ін.
Був членом Спілки кінематографістів України.
Помер 13 січня 1980 р. у Києві.